# Clarke Scholes
Clarke Currie Scholes (Detroit, 25 de novembro de 1930-Detroit, 5 de fevereiro de 2010) é um ex-nadador norte-americano. Ganhador de uma medalha de ouro nos Jogos Olímpicos de Helsinque em 1952.
Entrou no International Swimming Hall of Fame em 1980.